# Limonia stigma
Limonia stigma là một loài ruồi trong họ Limoniidae. Chúng phân bố ở miền Cổ bắc.